# Tibasosa
Tibasosa es un municipio colombiano del departamento de Boyacá, situado en el centro-oriente de Colombia, en la región del Alto Chicamocha. Cuenta, según los datos del censo de 2005, con una población de 12 463 habitantes. Tibasosa hace parte de la provincia del Sugamuxi.
En el plano económico, se destaca como uno de los principales productores de la feijoa a nivel nacional, así como de sus derivados.
El municipio limita por el norte con Duitama y Santa Rosa de Viterbo,  por el oriente con Nobsa y Sogamoso, por el occidente con Paipa y por el sur con Firavitoba.

## Toponimia
El nombre de Tibasosa se deriva de las palabras precolombinas Tiba que significa capitanía, So adorador del diablo y Sa nombre de persona ilustre.

## Historia
Tibasosa debe su nombre al cacique que gobernaba la comunidad indígena asentada en este territorio antes de la llegada de los conquistadores españoles. Su significado en lengua muisca es "capitanía del Susa", lo que refleja la importancia política y territorial del cacicazgo en la región. En 1539, las tropas de Gonzalo Jiménez de Quesada atravesaron estas tierras en su expedición hacia el altiplano cundiboyacense, con el propósito de encontrar el legendario Templo del Sol, situado en Sogamoso, centro religioso y cultural del p.
Con la consolidación del dominio español, la estructura social indígena sufrió un cambio drástico. En 1777, el corregidor de Tunja, José María Campuzano, ordenó la anexión de la población nativa de Tibasosa al resguardo de Nobsa, lo que marcó el fin de su autonomía. Para entonces, el territorio ya experimentó un significativo asentamiento de familias españolas, lo que propició que en 1778 la antigua parroquia fuera elevada a la categoría de municipio, consolidándose como un importante centro de a
Tibasosa tuvo un papel destacado en los movimientos independentistas de finales del siglo XVIII y principios del XIX. Se cuenta que fue uno de los primeros pobladores en adherirse a la insurrección comunera, iniciada en El Socorro y San Gil en 1781 bajo el liderazgo del general Juan Francisco Berbeo. Durante la campaña libertadora, el municipio contribuyó con recursos esenciales, como tropas, caballos y ganado, suministrados por patriotas como Francisco Mariño Soler y los hermanos Villate. Estos últimos participaron en la histórica batalla del Pantano de Vargas, el 25 de julio de 1819, un enfrentamiento crucial en la gesta independentista que aseguró la victoria patriota sobre las fuerzas realistas.

## División Político-Administrativa
Además de su Cabecera municipal. Tibasosa tiene bajo su jurisdicción los siguientes Centros poblados:
- El Paraíso
- Santa Teresa

### Área metropolitana del Alto Chicamocha

La ruta 62 atraviesa el territorio del municipio de Tibasosa.

El Área metropolitana del Alto Chicamocha es un proyecto de organización urbana, ubicado en el centro del departamento de Boyacá y conformado por los municipios de Paipa, Duitama, Sogamoso, Nobsa, Tibasosa y Firavitoba. Se convertiría en una de las regiones más prosperas del país. Es la región de mayor movimiento en el Departamento, ya que concentra la mayor actividad económica, comercial e industrial de Boyacá, además es la zona más densamente poblada del Departamento. Contaría con cerca de 320 000 habitantes.

## Economía
El principal factor de ingreso económico de Tibasosa es la agricultura y la ganadería. Los productos lácteos también desempeñan un papel importante en la economía de la región.
Los productos agrícolas más representativos del municipio son la feijoa y la cebolla. En Tibasosa se realiza el festival de la feijoa durante el mes de junio, producto del cual hay unas 60 hectáreas cultivadas en la zona y por lo menos 300 familias subsisten de la elaboración y comercialización de productos derivados de ella.
Además, se vienen desarrollando proyectos de ecoturismo que atraeran la atención de las personas interesadas en este tipo de turismo verde.
Tibasosa es muy conocido por el Matriarcado por el dicho"Donde las mujeres mandan y los policias obedecen" Y por algunos rumores Históricos.

## Servicios públicos
- Energía Eléctrica: Empresa de Energía de Boyacá (EBSA), es la empresa prestadora del servicio de energía eléctrica.
- Gas Natural: Vanti es la empresa distribuidora y comercializadora de gas natural en el municipio.